# Юг Богдан
Юг Богдан е легендарен персонаж от Косовския цикъл, отъждествяван твърде често без доказателства c Вратко Неманич, както и неговите девет сина Юговичи (братя според народния епос от бугарщиците на княгиня Милица), косовският цикъл ляга в основата на Косовския мит.

## Митология
Съществуването на историческа личност с подобно име не е засвидетелствувано в историческите извори, като е обект на множество спекулативни интерпретации от XIX и XX век свързани със сръбските аспирации към територията на т.нар. Стара Сърбия.
Различните автори от този период (включително Вук Караджич), стъпвайки на твърдението на Мавро Орбини в „Царството на славяните“ за съществуването на такава историческа личност с произход от сръбските земи (подобно на Мърнявчевичи), отъждествяват хипотетично Юг Богдан с една или друга историческа личност от сръбските земи през XIV век, включително и най-вече с династията Неманичи. Подобни интерпретации са съществували и в миналото с цел обосноваване на владетелските права (легитимация) на княгиня Милица и сина ѝ след смъртта на княз Лазар в битката на Косово поле през 1389 г., правейки ги династични наследници, а оттук и своеобразни правоприемници (макар и косвено) на Неманичите. Това се налагало, понеже след разгрома на Никола Алтоманович, владенията на Лазаревичи са обозначавани с Regnum Rasciae, т.е. Кралство Расция – виж споразумение от Тати.
Съществува и трета хипотеза, че прототип на образа на Юг Богдан е един от двамата войводи участвали заедно с митичния Милош Обилич в Косовската битка – Милан Топлица, по чието име е кръстена крепостта, кулата и църквата на Хисар в долината на река Топлица, най-големия ляв приток на Българска Морава.
Легендите от бугарщиците сочат Юг Богдан като баща на княгиня Милица, която е съпруга на княз Лазар и майка на Стефан Лазаревич.